# Nico Icon
Pour plus de détails, voir Fiche technique et Distribution.
Nico Icon est un film germano-américain réalisé par Susanne Ofteringer et sorti en 1995.

## Synopsis
Du mannequinat jusqu’à l’underground, de Berlin à New York en passant par Paris, l’itinéraire hors du commun de Christa Päffgen devenue la mythique Nico. Documentaire notamment ponctué de témoignages d’autres icônes avant-gardistes...

## Fiche technique
- Titre : Nico Icon
- Réalisation : Susanne Ofteringer
- Scénario : Susanne Ofteringer
- Musique : Larry Seymour
- Direction de la photographie : Judith Kaufmann, Katarzyna Remin
- Cadrage : Martin Baer, Martina Radwan
- Son : Charles Blackwell, Jens Tuklendorf
- Montage : Elfe Brandenburger, Guido Krajewski
- Pays d'origine :  Allemagne,  États-Unis
- Langues de tournage : allemand, anglais
- Années de tournage : 1992 à 1994
- Lieux de captation : 
  - Allemagne : Berlin, Cologne, Lübbenau, Munich
  - États-Unis : New York
  - France : Paris
  - Royaume-Uni : Manchester
- Producteurs : Thomas Mertens, Peter Nadermann, Annette Pisacane
- Sociétés de production : Ciak-Filmproduktion (Allemagne), ZDF (Allemagne), KHM (Kunsthochschule für Medien, Allemagne), Bluehorse Films Inc. (États-Unis)
- Sociétés de distribution : Les Films du Paradoxe (France), Edition Salzgeber & Co. Medien GmbH (Allemagne), Roxie Releasing (États-Unis)
- Format : couleur par Eastmancolor — 1.37:1 — Dolby stéréo— 16 mm / Hi-8
- Genre : documentaire, film biographique
- Durée : 70 min
- Dates de sortie : 
  - 9 février 1995 en  Allemagne (Berlinale 1995)[1]
  - 8 septembre 1995 aux  États-Unis

## Distribution
- Nico : elle-même

Et par ordre alphabétique :
- Tina Aumont : elle-même
- Ari Boulogne : lui-même
- Édith Boulogne : elle-même
- Jackson Browne : lui-même
- John Cale : lui-même
- Danny Fields : lui-même
- Carlos de Maldonado-Bostock : lui-même
- Jonas Mekas : lui-même
- Sterling Morrison : lui-même
- Paul Morrissey : lui-même
- Billy Name : lui-même
- Nikos Papatakis : lui-même
- Lutz Ulbrich : lui-même
- Viva : elle-même
- Alan Wise : lui-même
- Helma Wolff : elle-même
- James Young : lui-même

## Distinctions
- Festival de Marseille 1995 : Susanne Ofteringer lauréate du Grand Prix du documentaire
- Festival international de Valladolid 1995 (Semana Internacional de Cine de Valladolid) : Susanne Ofteringer lauréate du Prix du meilleur documentaire
- Grimme Online Award 1997 : 
  - Susanne Ofteringer lauréate (réalisation et scénario) du Prix Adolf Grimme du documentaire culturel
  - Susanne Ofteringer lauréate (réalisation et scénario) du Prix spécial du Ministère du développement, de la culture et des sports